# Хортон, Робин
Робин Хортон (англ. Robin W. G. (William Gray) Horton; 27 октября 1932, Лондон — 28 ноября 2019) — британский социальный антрополог, специалист по народу калабари (Kalabari people) в Нигерии, где провел бо́льшую часть своей жизни, профессор. Феллоу Британской академии (1996).
К моменту смерти его называли «самым провокационным философом африканских коренных способов мышления за последние полвека».

## Биография
Внук William Samuel Horton, называемого самым известным американским художником-импрессионистом своего поколения.
Родился в семье подполковника шотландской гвардии William Horton (bobsleigh), англичанин по национальности. Дядей по матери ему приходится Edward Le Bas. Есть младшая сестра. Его мать окажется среди 121 погибшего во время утренней службы в Guards' Chapel, Wellington Barracks 18 июня 1944 года от прилета Фау-1. Его отец женится во второй раз в 1949 году. Его тетя по матери была замужем за генералом Монтэгю Брокасом Барроусом.
Получил образование в Оксфорде (степень бакалавра с первоклассным отличием по философии, психологии и физиологии в Нью-колледже в 1956 году, учился там с 1953). Перед тем, после окончания школы Харроу, был отправлен в Нигерию для прохождения национальной службы; в 1950-51 служил в Королевских пограничных войсках Западной Африки в Кадуне (позже это будет Нигерийский полк, младшим офицером); там же познакомится с Michael Crowder, с которым до смерти того в 1988 их свяжет тесная дружба. Еще в студенческие годы его наставник Исайя Берлин охарактеризует Робина как «очень умного и интересного человека с оригинальным интеллектом и большой независимостью суждений… Он должен превосходно справляться с любой задачей, за которую возьмется».
После Оксфорда занимался для получения докторской степени по антропологии в Университетском колледже Лондона. С подачи своего научного руководителя профессора Daryll Forde, ведущего специалиста по Западной Африке, решил изучать калабарцев, для чего вернулся в Нигерию в 1962 году, где влюбился в местную женщину, сестру будущей художницы Sokari Douglas Camp (опекуном которой он станет после смерти супруги). Ставшая его супругой, она умрет при родах в 1964 году. До конца своих дней останется в Нигерии. Свою академическую карьеру начал в Университете Ифе (ныне Университет Обафеми Аволово), перевелся в Университет Ибадана в 1965 году, где проработал до 1969 года. Вернулся в Ифе в 1970 году, а в 1978 году перешел в Университет Порт-Харкорта, откуда выйдет на пенсию в 2005 году.
Жил в Калабари (дельта Нигера), будет похоронен в Бугуме, на священном острове Абиама, с королевскими почестями Калабари-Иджо. Попав туда как исследователь, он стал экспертом по религии, культуре и истории данной народности, в результате чего получил среди них статус старейшины.
Как исследователь находился под влиянием Тайлора и Фрейзера. Сопоставлял традиционные религии и естественные науки, продвигал изучение трансформации религий. Удостоился чтения Frazer Lecture в 1987 году. В 1960-х выпустил две небольшие книги-брошюры о религии и культуре Калабари — «Боги как гости» (1960) и «Скульптура Калабари» (1965). Публиковался в главном журнале африканской антропологии Africa и Nigeria Magazine. Возможно, наиболее широко цитируемым и обсуждаемым из всех его трудов станет статья в первом из них, 1967 года, «Африканская традиционная мысль и западная наука». Соредактор, месте с Рут Финнеган, книги «Способы мышления» (1973).